# Asienspiele 2022/Reiten
Bei den Asienspielen 2022 wurden vom 26. September bis 6. Oktober 2023 insgesamt sechs Wettbewerbe im Reiten ausgetragen. Austragungsort war das Tonglu Equestrian Centre.

## Bilanz

### Medaillenspiegel
| Platz  | Land                         | Gold | Silber | Bronze | Gesamt |
| ------ | ---------------------------- | ---- | ------ | ------ | ------ |
| 1      | China                        | 2    | 1      | —      | 3      |
| 2      | Saudi-Arabien                | 2    | —      | —      | 2      |
| 3      | Indien                       | 1    | —      | 1      | 2      |
| 4      | Malaysia                     | 1    | —      | —      | 1      |
| 5      | Vereinigte Arabische Emirate | —    | 1      | 2      | 3      |
| 6      | Hongkong                     | —    | 1      | 1      | 2      |
| 6      | Japan                        | —    | 1      | 1      | 2      |
| 6      | Thailand                     | —    | 1      | 1      | 2      |
| 9      | Katar                        | —    | 1      | —      | 1      |
| Gesamt | Gesamt                       | 6    | 6      | 6      | 18     |

### Medaillengewinner
| Disziplin             | Gold                                                                                               | Silber                                                                                | Bronze | Bronze |
| --------------------- | -------------------------------------------------------------------------------------------------- | ------------------------------------------------------------------------------------- | --- | ------ |
| Dressurreiten         | |                                                                                       | |        |
| Einzel                | Qabil Ambak                                                                                        | Jacqueline Siu                                                                        | Anush Agarwalla                                                                                                  |        |
| Mannschaft            | IndienAnush Agarwalla Divyakirti Singh Hriday Chheda Sudipti Hajela                                | ChinaHuang Zhuoqin Lan Chao Rao Jiayi                                                 | HongkongSamantha Chan Annie Ho Jacqueline Siu                                                                    |        |
| Springreiten          | |                                                                                       | |        |
| Einzel                | Hua Tian                                                                                           | Korntawat Samran                                                                      | Kazuhiro Yoshizawa                                                                                               |        |
| Mannschaft            | ChinaBao Yingfeng Hua Tian Liang Ruiji Sun Huadong                                                 | JapanKenta Hiranaga Shōto Kusumoto Yusuke Nakajima Kazuhiro Yoshizawa                 | ThailandSupap Khaw-Ngam Preecha Khunjan Weerapat Pitakanonda Korntawat Samran                                    |        |
| Vielseitigkeitsreiten | |                                                                                       | |        |
| Einzel                | Abdullah asch-Scharbatly                                                                           | Omar Aljneibi                                                                         | Abdullah Mohd al-Marri                                                                                           |        |
| Mannschaft            | Saudi-ArabienRamzy al-Duhami Meshal Alhumaidi Alharbi Abdulrahman Alrajhi Abdullah asch-Scharbatly | KatarFaleh Suwead Al Ajami Rashid Towaim Ali al-Marri Khalifa Al Thani Basem Mohammed | Vereinigte Arabische EmirateMohammed Ghanem Al Hajri Omar Aljneibi Abdullah Mohd al-Marri Salim Ahmed Al Suwaidi |        |